# خط أحمر (مصطلح)

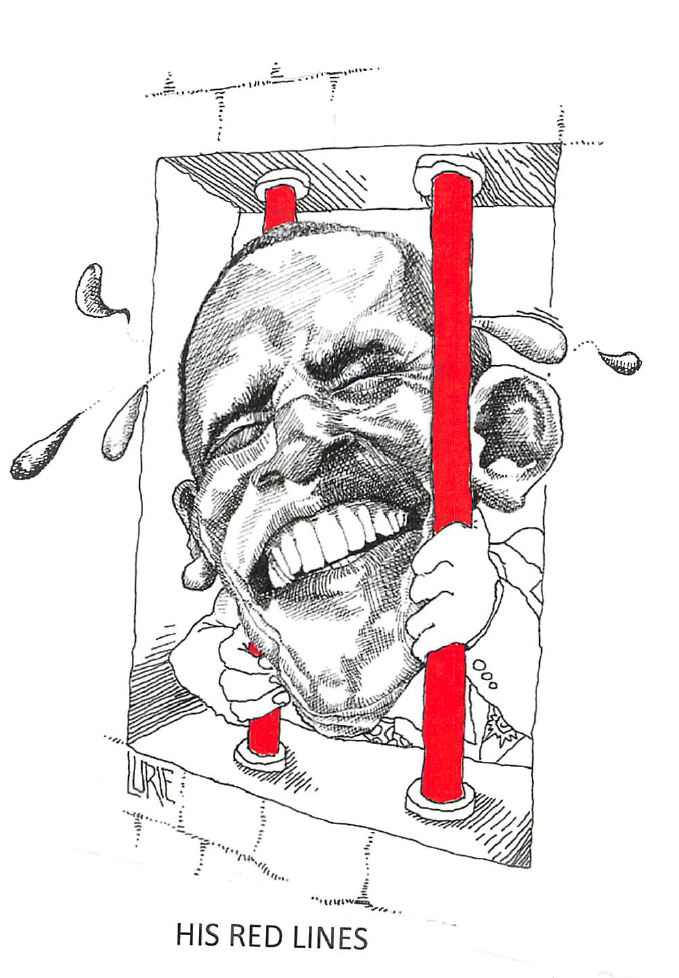

خط أحمر (بالإنجليزية: Red line)‏؛ تعبير سياسي للدلالة على خط وهمي تحدده إحدى القوى ويكون بمثابة خط فاصل لا يجوز تجاوزه من قبل الخصم أو الخصم المحتمل، وإلا اعتبر ذلك بمثابة استفزاز يستدعي الرد، ولا يكون الخط الأحمر بالضرورة جغرافياً، فقد يتعلق بجانب من جوانب نشاطات الخصم أو الخصم المحتمل.ويندرج الخط الأحمر ضمن أساليب الردع والتهديد بالانتقام؛ لذا فهو وسيلة هجومية غير مباشرة، تساهم في فرض القيود على الخصم وتقلص هامش حرية حركته.ويطلق أيضاً على الخط الهاتفي المباشر بين رئاسة الدولة في الكرملين (بموسكو) ورئيس الولايات المتحدة في البيت الأبيض في (واشنطن).

## تاريخ نشأة المصطلح
يطلق تعبير الخط الأحمر، بشكل عام، على الخط الهاتفي المباشر بين رئاسة الدولة في الكرملين (بموسكو) ورئيس الولايات المتحدة في البيت الأبيض في (واشنطن).وقد أنشيء هذا الخط بعد أزمة الصواريخ الكوبية عام 1962 م، بقصد تمكين رئيسي الدولتين العملاقتين من إجراء الاتصالات الفورية والعاجلة في الأزمات الدولية الطارئة والخطيرة بغية إزالة سوء التفاهم وتسوية الأمور الملحّة، في تشرين الأول/أكتوبر 1962 م رصد الأميركيون قواعد صواريخ سوفياتية على جزيرة كوبا التي لا تبعد عن ولاية فلوريدا الأميركية أكثر من 200 كلم، ما أثار أزمة أوشكت على التسبب بحرب نووية.أثناء المواجهة بين جون كينيدي ونيكيتا خروتشيف، أسهم انعدام التواصل المباشر في انتشار التكهنات بشأن نوايا المعسكر الخصم فيما استغرق وصول الرسائل بين موسكو وواشنطن ساعات. ووصلت إلى السفارة الأميركية في موسكو رسالة بالروسية بتاريخ 26 تشرين الأول/أكتوبر 1962 اقترح فيها الزعيم السوفياتي مخرجا للأزمة، بلغت السفارة في الساعة 09,42 بتوقيت واشنطن ولم تصل إلى الخارجية الأميركية إلا بعد الساعة 21,00، بعد الترجمة والتشفير والإرسال.لمعالجة هذا البطء فتح أول «خط أحمر»، لم يكن هاتفا بالفعل - في 30 آب/أغسطس 1963، وهو كناية عن جهاز تلكس بلون خشبي فاتح أتاح لكينيدي وخروتشيف التواصل عبر برقيات مكتوبة ومشفرة. وقد استخدم الخط عدة مرات، ومنها أثناء العدوان الإسرائيلي على مصر وسوريا والأردن عام 1967 م.
شكل فتح أول «هاتف أحمر»، أو خط الاتصال الساخن المباشر في 1963 بين الولايات المتحدة والاتحاد السوفياتي مثالا احتذت به دول كثيرة، كالكوريتين، فمدت وسائل اتصال مباشرة ومشفرة بين قادتها لتسهيل الحوار وقت الأزمات.في السبعينيات تم تركيب جهاز هاتف تم وصله بالأقمار الاصطناعية، ثم أضيفت إليه في العقد التالي إمكانية إرسال الوثائق كالخرائط أو الصور. في 1994 أجاز خط ساخن جديد الاتصال بمسؤولي الدفاع في كل من البلدين في أي وقت تقريبا.ولطالما تكتم البيت الأبيض والبنتاغون بشأن عدد المرات التي استخدم فيها هذا الخط الآمن، لكن يفترض انه استخدم أثناء الحربين العربيتين الإسرائيليتين في 1967 و1973 وكذلك أثناء الاجتياح السوفياتي لأفغانستان في 1979.كما فتحت خطوط اتصال مباشرة بين موسكو وكبرى العواصم الأوروبية على غرار باريس وبون. وفي 1996 فتحت الصين للمرة الأولى «خطا أحمر» مع روسيا ثم بعد عامين مع الولايات المتحدة، وفي 2005 كذلك فعلت الهند وباكستان بينهما.أنشئ خط مباشر بين الكوريتين في 1971، لكنه يعلق دوريا مذاك بحسب تقلبات العلاقة بين الجارتين. وأعيد تشغيله الأربعاء بعد انقطاع عامين تقريبا.في أيلول/سبتمبر 2011 اقترحت الولايات المتحدة فتح خط اتصال مباشر مع إيران لتفادي اشتعال التوتر بشأن برنامجها النووي المثير للجدل، في عرض رفضته طهران.وفي حزيران/يونيو 2013 فتحت الصين وفيتنام خط اتصال مباشرا لإدارة نزاعهما على الأراضي في بحر الصين الجنوبي.اليوم يستخدم تعبير «الخط الساخن»، أو «الهاتف الأحمر» بالفرنسية للإشارة إلى جميع أنواع الاتصالات المباشرة بين البلدان أو السلطات بشأن مسائل حساسة كالتعاون الأمني. وقررت اليابان في 2013 إنشاء «خط ساخن» بين مجلسها الأمني وواشنطن ولندن